# You Keep Me Hangin' On
You Keep Me Hangin' On är en låt skriven av Brian Holland, Edward Holland Jr och Lamont Dozier och ursprungligen inspelad av The Supremes år 1966. Låten blev The Supremes åttonde listetta då den toppade Billboardlistan mellan den 13 och 27 november 1966. 

## Bakgrund
The Supremes släppte låten som singel den 12 oktober 1966 och på B-sidan fanns Remove This Doubt. You Keep Me Hangin' On skilde sig från deras vanliga, mjuka soulpop och var istället mer funkig rhythm and blues. Då låten spelades in hade The Supremes nämligen börjat tänka i nya musikaliska banor. Exempelvis hade deras föregående singel, You Can't Hurry Love, tydliga influenser av gospel. 
Många delar av inspelningen - däribland gitarrerna, trummorna och Diana Ross sång - dubbelinspelades för att skapa en illusion av ett eko. Denna teknik användes flitigt under stora delar av 60-talet, bland annat av Phil Spector och George Martin. 
Låten var den första singeln från deras album The Supremes Sing Holland-Dozier-Holland från 1967. När tidskriften Rolling Stone gjorde listan The 500 Greatest Songs of All Time, så hamnade You Keep Me Hangin' On med The Supremes på plats 339.

## Coverversioner
Det har gjorts åtskilliga covers på låten, och många andra artister har haft en hit med den. 
- Vanilla Fudge spelade in en psykedelisk version av låten som blev en hit år 1967. Deras version tog sig upp till sjätte plats på Billboardlistan. Singelversionen var knappt tre minuter lång medan albumversionen 6:45 minuter lång. Låten spelades in under en enda tagning och var Vanilla Fudges första singel.
- Kim Wilde fick en hit med låten år 1986. Hennes version är uppdaterad och upp-popad och finns med på hennes album Another Step. Kim Wilde spelade in en helt omarbetad version som var avsedd att föra The Supremes sound till 1980-talet. Hon och hennes bror, skivproducenten Ricki Wilde, hade inte hört låten på flera år då de bestämde sig för att spela in den. De kände inte till låten särskilt väl, så de behandlade den som en nyskriven låt. De ändrade till och med några textrader. Det blev den största hiten under Kim Wildes karriär, och den låg etta på listorna runt om världen.
- Låten tolkades av countrysångerskan Reba McEntire på albumet Starting Over år 1996. Hennes version tog sig upp till andra plats på Hot Dance Club Play.
- Låten tolkades i ett avsnitt av TV-serien Glee.
- Även Rod Stewart har tolkat låten.
- Madness spelade in låten till albumet The Dangermen Sessions Vol. 1.

## Kim Wildes Version
"You Keep Me Hangin' On" var inspelad i en uppdaterad version av den brittiska sångerskan Kim Wilde år 1986. Den var släppt som den andra singeln från hennes album Another Step.
Wildes version var en helt omgjord jämfört med The Supremes originalversion. Kim och hennes bror Ricki Wilde hade inte hört låten på ett antal år och bestämde sig för att spela in den. Det var en bra idé för det blev nämligen hennes största hit i hennes hela karriär. Kims version blev listetta i flera länder världen över, bland annat i USA:s hot billboard top 100. I hennes hemland, Storbritannien, lyckades hennes version nå en andra plats på topplaceringarna.

## Kims Listplaceringar
| Länder (1986/7) | Topplaceringar |
| --------------- | -------------- |
| Storbritannien  | 2              |
| US Billboard    | 1              |
| Danmark         | 1              |
| Australien      | 1              |
| Tyskland        | 8              |
| Schweiz         | 2              |
| Nederländerna   | 17             |
| Norge           | 1              |
| Österrike       | 20             |